# Flavio Cobolli
Flavio Cobolli (* 6. Mai 2002 in Florenz) ist ein italienischer Tennisspieler.

## Persönliches
Flavio Cobolli wird von seinem Vater Stefano Cobolli trainiert, der 2003 bis auf Platz 236 der Tennisweltrangliste steigen konnte.

## Karriere
Cobolli spielte bis 2020 auf der ITF Junior Tour. Dort konnte er mit Rang 8 seine höchste Notierung in der Jugend-Rangliste erreichen. Sein erstes Junior-Grand-Slam-Turnier spielte er 2019 bei den French Open 2019, als er das Viertelfinale erreichte – das blieb auch sein bestes Abschneiden im Einzel. Im Doppel stand er mit seinem Partner Dominic Stricker beim selben Turnier im Doppel-Finale, das die Paarung in zwei Sätzen verlor. Ein Jahr später trat er mit Stricker abermals an und diesmal gewannen sie das Turnier.
Bei den Profis spielte Cobolli ab 2019. Im ersten Jahr gelang ihm auf der untersten Turnierreihe, der ITF Future Tour im Einzel bereits ein Finaleinzug. Zudem spielte er sein erstes Match auf der ATP Challenger Tour in Rom. In der verkürzten Saison 2020 war er vor allem im Doppel erfolgreich. Bei den Challengers in Todi und Triest, bei denen er nur dank einer Wildcard starten durfte, spielte er sich jeweils ins Halbfinale. Im Einzel gewann er oberhalb von Futures keine Matches. In der Weltrangliste war er im Einzel in die Top 900 gestiegen, während er im Doppel um 1000 Plätze bis auf Rang 525 kletterte.
Im Jahr 2021 gewann Cobolli seinen ersten Future-Titel im Einzel. Beim Challenger in Rom erreichte er das Endspiel, nachdem er zuvor nie weiter als in die zweite Runde gekommen war, ohne einen Satzverlust. Dort verlor er gegen den Argentinier Juan Manuel Cerúndolo in drei Sätzen. Das Finale ließ ihn aber in die Top 450 einziehen. In Parma erhielt Cobolli erstmals eine Wildcard für ein Turnier der ATP Tour und konnte sein Debüt dort mit einem Sieg gegen die Nummer 82 der Welt, Marcos Giron, erfolgreich gestalten. In der zweiten Runde verlor er gegen Jan-Lennard Struff. Bis Jahresende spielte er nur noch Challengers und schied dort sechsmal erst im Viertelfinale, in Murcia und Neapel im Halbfinale sowie in Barletta im Finale aus. Damit schloss er das Jahr auf Platz 205 im Einzel ab. Bei den Next Generation ATP Finals war er dritter Ersatzspieler, kam aber nicht zum Einsatz. Im Doppel gewann er in Murcia zudem seinen ersten Challenger-Titel und stand Ende des Jahres kurz vor dem Einzug in die Top 400. Anfang 2022 spielte er die Qualifikation für die Australian Open, bei der er in der dritten und letzten Runde Tomás Martín Etcheverry unterlag und somit das Hauptfeld verpasste. Erfolg hatte er weiterhin auf der Challenger Tour, wo er in Roseto ein weiteres Halbfinale erreichte. Den ersten Challenger-Titel im Einzel in seinem dritten Finale errang er in Zadar. Mit Platz 147 sprang er so abermals auf sein Karrierehoch, das er in derselben Woche mit Rang 391 ebenfalls im Doppel erreichte.

## Erfolge
| Legende (Anzahl der Siege) |
| Grand Slam                 |
| ATP Finals                 |
| ATP Tour Masters 1000      |
| ATP Tour 500 (1)           |
| ATP Tour 250 (1)           |
| ATP Challenger Tour (4)    |

| ATP-Titel nach Belag |
| -------------------- |
| Hartplatz (0)        |
| Sand (2)             |
| Rasen (0)            |

### Einzel

#### Turniersiege

##### ATP Tour
| Nr. | Datum         | Turnier  | Belag | Finalgegner    | Ergebnis |
| --- | ------------- | -------- | ----- | -------------- | -------- |
| 1.  | 6. April 2025 | Bukarest | Sand  | Sebastián Báez | 6:4, 6:4 |
| 2.  | 24. Mai 2025  | Hamburg  | Sand  | Andrei Rubljow | 6:2, 6:4 |

##### Challenger Tour
| Nr. | Datum           | Turnier  | Belag | Finalgegner      | Ergebnis |
| --- | --------------- | -------- | ----- | ---------------- | -------- |
| 1.  | 27. März 2022   | Zadar    | Sand  | Daniel Michalski | 6:4, 6:2 |
| 2.  | 8. Oktober 2023 | Lissabon | Sand  | Benjamin Hassan  | 7:5, 7:5 |

#### Finalteilnahmen
| Nr. | Datum          | Turnier    | Belag     | Finalgegner     | Ergebnis      |
| --- | -------------- | ---------- | --------- | --------------- | ------------- |
| 1.  | 4. August 2024 | Washington | Hartplatz | Sebastian Korda | 6:4, 2:6, 0:6 |

### Doppel

#### Turniersiege
| Nr. | Datum           | Turnier  | Belag | Partner           | Finalgegner                                    | Ergebnis         |
| --- | --------------- | -------- | ----- | ----------------- | ---------------------------------------------- | ---------------- |
| 1.  | 2. Oktober 2021 | Murcia   | Sand  | Raul Brancaccio   | Alberto Barroso Campos Roberto Carballés Baena | 6:3, 7:64        |
| 2.  | 8. April 2023   | Barletta | Sand  | Jacopo Berrettini | Zdeněk Kolář Denys Moltschanow                 | 1:6, 7:5, [10:6] |

## Leistungsbilanz
| Turnier                      | 2025  | 2024 | 2023  | 2022              | 2021              | 2020              | Gesamt |
| ---------------------------- | ----- | ---- | ----- | ----------------- | ----------------- | ----------------- | ------ |
| Australian Open              | 1R    | 3R   | Q1    | Q3                | –                 | –                 | 3R     |
| French Open                  | 3R    | 2R   | 1R    | Q2                | –                 | –                 | 3R     |
| Wimbledon                    | VF    | 2R   | Q1    | Q1                | –                 | n. a.             | VF     |
| US Open                      |       | 3R   | Q1    | Q3                | –                 | –                 | 3R     |
| ATP Finals                   |       | –    | –     | –                 | –                 | –                 | –      |
| Indian Wells Masters         | 1R    | 1R   | –     | –                 | –                 | n. a.             | 1R     |
| Miami Masters                | 1R    | 2R   | –     | –                 | –                 | n. a.             | 2R     |
| Monte Carlo Masters          | 2R    | Q1   | –     | Q2                | –                 | n. a.             | 2R     |
| Madrid Masters               | 3R    | 3R   | –     | –                 | –                 | n. a.             | 3R     |
| Rom Masters                  | 1R    | 2R   | 1R    | 1R                | Q1                | Q1                | 2R     |
| Kanada Masters               |       | 2R   | –     | –                 | –                 | n. a.             | 2R     |
| Cincinnati Masters           |       | 3R   | –     | –                 | –                 | –                 | 3R     |
| Shanghai Masters             |       | 3R   | –     | nicht ausgetragen | nicht ausgetragen | nicht ausgetragen | 3R     |
| Paris Masters                |       | –    | –     | –                 | –                 | –                 | –      |
| Olympische Spiele            | n. a. | –    | n. a. | n. a.             | –                 | n. a.             | –      |
| Davis Cup                    |       | S    | –     | –                 | –                 | n. a.             | S      |
| Turnierteilnahmen4           | 17    | 26   | 5     | 3                 | 1                 | 0                 | 52     |
| Erreichte Finals             | 2     | 1    | 0     | 0                 | 0                 | 0                 | 3      |
| Gewonnene Einzel-Titel       | 2     | 0    | 0     | 0                 | 0                 | 0                 | 2      |
| Hartplatz-Siege/-Niederlagen | 0:0   | 0:0  | 0:0   | 0:0               | 0:0               | 0:0               | 0:0    |
| Sand-Siege/-Niederlagen      | 0:0   | 0:0  | 0:0   | 0:0               | 0:0               | 0:0               | 0:0    |
| Rasen-Siege/-Niederlagen     | 0:0   | 0:0  | 0:0   | 0:0               | 0:0               | 0:0               | 0:0    |
| Gesamt-Siege/-Niederlagen4   | 0:0   | 0:0  | 0:0   | 0:0               | 0:0               | 0:0               | 0:0    |
| Jahresendposition            |       | 32   | 101   | 171               | 205               | 874               | N/A    |

Zeichenerklärung: S = Turniersieg; F, HF, VF, AF = Einzug ins Finale / Halbfinale / Viertelfinale / Achtelfinale; 1R, 2R, 3R = Ausscheiden in der 1. / 2. / 3. Hauptrunde; RR = Round Robin (Gruppenphase);
PO = Playoff (Auf- und Abstiegsrunde in der Davis-Cup-Weltgruppe); n. a. = Turnier wurde in dem Jahr nicht ausgetragen
1 Das Turnier von Hamburg ist seit 2009 nicht mehr Teil der Masters-Serie.

2 Das Turnier von Stockholm fand nur von 1990 bis 1995 als Masters-Turnier statt.

3 Das Turnier von Stuttgart fand 1995 einmal in Essen statt und war davor nicht Teil der Masters-Serie.

4 Hier gelten nur – wie auch bei bei Finalteilnahmen und gewonnenen Titeln – Turniere der ATP Tour sowie die vier Grand-Slam-Turniere und die ATP Finals; d. h. keine Challenger- und Future-Turniere oder Mannschaftswettbewerbe (Davis Cup oder World Team Cup).
4 Letztere zählen jedoch in den Sieg/Niederlagen-Statistiken rein. Kurzfristige Rücktritte vom Match zählen weder zu den Turnierteilnahmen (wenn in der ersten Runde) noch zur Siegesbilanz.